# Cerkev sv. Sofije, Sofija
Cerkev sv. Sofije (bolgarsko църква Света София, latinizirano: cărkva Sveta Sofija; Cerkev svete modrosti) je najstarejša cerkev v bolgarski prestolnici Sofiji, ki izvira iz 4. stoletja. Na mestu stavbe je potekal koncil v Serdiki, ki je bil najverjetneje leta 343 in se ga je udeležilo 316 škofov. V 14. stoletju je cerkev dala ime mestu, prej znanemu kot Serdika (Сердика).

## Zgodovina in arhitektura
Cerkev je bila zgrajena na mestu več prejšnjih cerkva iz 4. stoletja in bogoslužnih prostorov iz časov, ko je bila na tem mestu nekropola rimskega mesta Serdica. V 2. stoletju je bilo tu rimsko gledališče. V naslednjih nekaj stoletjih je bilo zgrajenih in uničenih več stavb, med drugim zaradi vdorov Gotov in Hunov. Osnovna oblika grškega križa sedanje bazilike z dvema vzhodnima stolpoma in enim stolpom kupolo je bila zgrajena med vladavino bizantinskega cesarja Justinijana I. sredi 6. stoletja (527–565). Je torej sodobnica in tudi podobne oblike kot Hagija Sofija v Konstantinoplu (sodobni Carigrad).
Cerkev svete Sofije je v drugem bolgarskem cesarstvu (12. do 14. stoletje) prišla pod nadzor metropolitanskega škofa. Predvsem prestolnica države Sofija je dobila ime po cerkvi v 14. stoletju. Freske iz 12. stoletja so bile uničene, nadomeščene z minareti, cerkev pa je bila v 16. stoletju med osmansko Bolgarijo spremenjena v mošejo. Mošeja je bila opuščena v 19. stoletju, ker sta dva potresa porušila enega od minaretov. Obnovo cerkve je okoli leta 1926 začel Bogdan Filov in je bila dokončana okoli leta 1935.
Cerkev svete Sofije je danes eden najdragocenejših del zgodnjekrščanske arhitekture v jugovzhodni Evropi. Cerkev je sestavljena iz dveh ladij, ki se pravokotno križata in ima tri oltarje. Tla cerkve so prekrita s kompleksnimi zgodnjekrščanskimi okrasnimi mozaiki ali mozaiki na temo flore in favne. Cerkev svete Sofije stoji sredi starodavne nekropole in pod cerkvijo in blizu nje so odkrili številne grobnice. Nekatere grobnice imajo celo freske.
Ker sveta Sofija predstavlja Sveto Modrost (koncept v krščanski teologiji), ikone v cerkvi prikazujejo Sofijo kot Kristusa Emanuela, mlado Kristusovo figuro, ki sedi na mavrici. V cerkvi so tudi ikone zgodovinskih svetnikov, med drugim sv. Jurija in sv. Vladimirja.

## Galerija
- Cerkvena ladja
- Fasada leta 1878
- Cerkev leta 1915
- Tloris cerkve